# Fort Myers Shores
Fort Myers Shores es un lugar designado por el censo ubicado en el condado de Lee en el estado estadounidense de Florida. En el Censo de 2010 tenía una población de 5.487 habitantes y una densidad poblacional de 833,09 personas por km².

## Geografía
Fort Myers Shores se encuentra ubicado en las coordenadas 26°42′50″N 81°44′33″O / 26.71389, -81.74250. Según la Oficina del Censo de los Estados Unidos, Fort Myers Shores tiene una superficie total de 6.59 km², de la cual 5.37 km² corresponden a tierra firme y (18.44%) 1.21 km² es agua.

## Demografía
Según el censo de 2010, había 5.487 personas residiendo en Fort Myers Shores. La densidad de población era de 833,09 hab./km². De los 5.487 habitantes, Fort Myers Shores estaba compuesto por el 84.4% blancos, el 4.68% eran afroamericanos, el 0.26% eran amerindios, el 1.31% eran asiáticos, el 0.2% eran isleños del Pacífico, el 6.93% eran de otras razas y el 2.22% pertenecían a dos o más razas. Del total de la población el 27.98% eran hispanos o latinos de cualquier raza.